# Museu Arqueológico de Berestye
O Museu Arqueológico de Berestye (em bielorrusso: Археалагічны музей Бярэсце) é único na Europa, porque os seus visitantes podem ver um sítio arqueológico de uma autêntica cidade de madeira do Leste Eslavo datada do século XIII. O sítio de 1800 metros quadrados foi escavado por arqueólogos da Academia Nacional de Ciências da Bielorrússia entre 1968 e 1981 em Brest, na Bielorrússia. O projeto foi supervisionado pelo Dr. P.F.Lysenko. Em 1982, uma estrutura moderna de concreto, de vidro e de alumínio na forma de um enorme telhado foi erigida sobre o sítio arqueológico. O museu foi inaugurado em 2 de março de 1982. O museu preserva 28 cabanas de madeira, bem como mais de 1400 artefatos que datam dos séculos X e XV que foram desenterrados durante a escavação.

## Leitura
- (Berestye by P.F.Lysenko). Minsk, (1985) (em russo)
- Лысенко, П.Ф. “Отрытие Берестья” (The Discovery of Berestye by P.F.Lysenko). Minsk, (1989); (2007) segunda edição ISBN 978-985-08-0852-3 (em russo)